# Orusts, Tjörns och Inlands domsaga
Orusts, Tjörns och Inlands domsaga  var mellan 1955 och 1970 en domsaga i Göteborgs och Bohus län. 
Domsagan lydde under Hovrätten för Västra Sverige. Domsagan omfattade häraderna Inlands Södre, Orusts västra, Orusts östra, Tjörn, Inlands Nordre, Inlands Torpe och Inlands Fräkne. Domsagan bildades av 1 januari 1955 av Inlands domsaga och Orusts och Tjörns domsaga. Den upphörde 31 december 1970 då verksamheten överfördes till Stenungsunds tingsrätt.

## Tingslag
- Orusts och Tjörns tingslag

## Häradshövdingar
- 1955-1970 Bertil Koch